# Густав Карл Вільгельм Герман Карстен
Густав Карл Вільгельм Герман Карстен (нім. Gustav Karl Wilhelm Hermann Karsten або нім. Hermann Karsten, 6 листопада 1817 — 10 липня 1908) — німецький біолог, ботанік, міколог, натураліст, геолог, професор.

## Біографія
Густав Карл Вільгельм Герман Карстен народився в місті Штральзунд 6 листопада 1817 року.
Карстен вивчав природничі науки у Ростоку та Берліні, об'їхав з 1843 до 1847 року та ще раз з 1848 до 1856 рік року Південну Америку, де він був, зокрема, у Венесуелі, Республіці Нова Гранада, Еквадорі та Колумбії. Згодом з 1856 до 1868 року Густав Карл Вільгельм Герман був професором Інституту сільськогосподарських досліджень у Берліні; з 1868 до 1872 року — професором фізіології рослин у Віденському університеті, де він заснував лабораторію. Карстен зробив значний внесок у ботаніку, описавши багато видів рослин.
Густав Карл Вільгельм Герман Карстен помер у місті Сопот 10 липня 1908 року.

## Наукова діяльність
Густав Карл Вільгельм Герман Карстен спеціалізувався на папоротеподібних, водоростях, насіннєвих рослинах та на мікології.

## Окремі наукові праці
- Florae Columbiae …, 1859–1869.
- Chemismus der Pflanzenzelle, 1869.
- Deutsche Flora. Pharmaceutisch-medicinische Botanik, 1880–1883; 2. Auflage 1894–1895.